# Hans-Hubert Hatje
Hans-Hubert Hatje (* 14. April 1950 in Hamburg; † 2. Februar 2017 ebenda) war Präsident der Deutschen Lebens-Rettungs-Gesellschaft e. V. (DLRG) und Ehrenpräsident des Landesverbandes Schleswig-Holstein der DLRG. Er war Träger des Verdienstzeichens der DLRG in Gold (1985) und mit Brillant (2007), der Verdienstmedaille der Bundesrepublik Deutschland (2000) und des Bundesverdienstkreuzes am Bande (2007).

## Leben
Hans-Hubert Hatje wurde 1965 Mitglied in der damaligen DLRG-Ortsgruppe Harksheide. 1978 wurde er zum Landesjugendwart des DLRG-Landesverbandes Schleswig-Holstein gewählt, 1986 zum Vizepräsidenten und 1989 zum Präsidenten des Landesverbandes, den er bis 2010 führte. 2009 wurde er Vizepräsident der DLRG, am 18. Oktober 2013 als Nachfolger von Klaus Wilkens einstimmig zum Präsidenten der DLRG gewählt. Diese Funktion hatte er bis zu seinem Tod inne.